# Ravnje
Ravnje je naselje v Občini Sežana.